# Torneo Apertura 2003 (El Salvador)
El Torneo Apertura 2003 fue el undécimo torneo corto desde la creación del formato de un campeonato Apertura y Clausura, que se juega en la Primera División de El Salvador. CD FAS se proclamó campeón por decimocuarta vez en su historia, y tercera ocasión en este tipo de competencia.

## Ascenso  y  descenso
| Pos | Descendido de Primera División 2002/03 |
| --- | -------------------------------------- |
| 10º | CD Dragón                              |

| Pos | Ascendido de la Segunda División |
| --- | -------------------------------- |
| 1º  | CD Chalatenango                  |

## Tabla de clasificación
|  |     | Equipos de fútbol   | PJ | G  | E  | P  | GF | GC | Dif | Pts |
|  | --- | ------------------- | -- | -- | -- | -- | -- | -- | --- | --- |
|  | 1.  | CD FAS              | 18 | 10 | 6  | 2  | 27 | 13 | +44 | 36  |
|  | 2.  | CD Águila           | 18 | 9  | 4  | 5  | 38 | 26 | +12 | 31  |
|  | 3.  | CD Luis Ángel Firpo | 18 | 7  | 7  | 4  | 25 | 18 | +7  | 28  |
|  | 4.  | San Salvador FC     | 18 | 8  | 4  | 6  | 31 | 27 | +4  | 28  |
|  | 4.  | Alianza FC          | 18 | 8  | 4  | 6  | 26 | 24 | +2  | 28  |
|  | 6.  | AD Isidro Metapán   | 18 | 4  | 9  | 5  | 20 | 23 | -3  | 21  |
|  | 7.  | CD Municipal Limeño | 18 | 5  | 5  | 8  | 27 | 29 | -2  | 20  |
|  | 8.  | CD Arcense          | 18 | 2  | 11 | 5  | 23 | 32 | -9  | 17  |
|  | 9.  | CD Chalatenango     | 18 | 4  | 5  | 9  | 13 | 22 | -9  | 17  |
|  | 10. | Atlético Balboa     | 18 | 4  | 3  | 11 | 15 | 31 | -17 | 15  |

Juego de desempate por el cuarto lugar
|  | San Salvador | 0:1 | Alianza |  |  |

## Fase final
|  | Semifinales      | Semifinales | Semifinales |       |     | Final | Final |  |
|  |                  |             |             |       |     |       |       |  |
|  |                  |             |             |       |     |       |       |  |
|  | FAS              | 3           | 0           |       |     |       |       |  |
|  | FAS              | 3           | 0           |       |     |       |       |  |
|  | Alianza          | 0           | 0           |       |     |       |       |  |
|  | Alianza          | 0           | 0           |       | FAS | 2 (5) |       |  |
|  |                  |             |             |       | FAS | 2 (5) |       |  |
|  |                  |             | Águila      | 2 (3) |     |       |       |  |
|  | Águila           | 1           | Águila      | 2 (3) | 2   |       |       |  |
|  | Águila           | 1           |             |       | 2   |       |       |  |
|  | Luis Ángel Firpo | 1           | 0           |       |     |       |       |  |
|  | Luis Ángel Firpo | 1           | 0           |       |     |       |       |  |
|  |                  |             |             |       |     |       |       |  |

### Final
| 21 de diciembre de 2003 | C.D. FAS                                   | 2:2 (5:3 p.)               | C.D. Águila                                  | Estadio Cuscatlán, San Salvador |                                 |
|                         | Reyes 13' 123'                             |                            | Meraz 86' · Campos 92'                       | Asistencia: 34,212 espectadores | Asistencia: 34,212 espectadores |
|                         |                                            | Tiros desde el punto penal |                                              |                                 |                                 |
|                         | Reyes · Tobar · Murgas · Umaña · Pacheco · |                            | Larrosa · Amaya del Cid · Rodríguez · Campos |                                 |                                 |

| Resultado Final Global |
| 7:5                    |

| Bandera de El Salvador                |
| Campeón Club Deportivo FAS 14° título |